# IC 59
IC 59 est une nébuleuse par réflexion située dans la constellation de Cassiopée. Elle entoure l'étoile Gamma Cassiopeiae.
Elle est située à environ 600 années-lumière de la nébuleuse du système solaire.

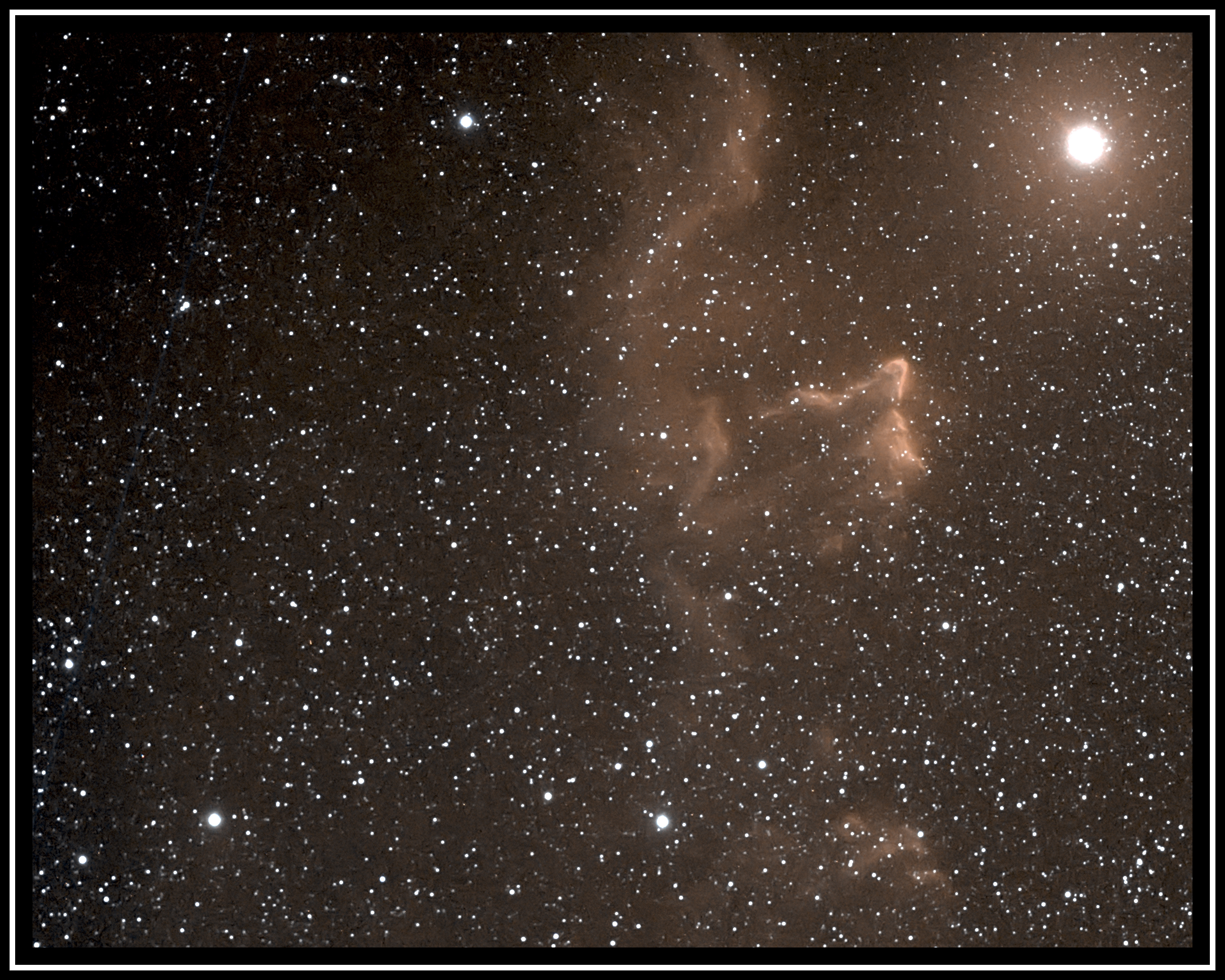
IC59 et IC63